# Чемпіонат Швейцарії з хокею 2003
Чемпіонат Швейцарії з хокею 2003 — 92-й чемпіонат Швейцарії з хокею (Національна ліга А). Чемпіоном став «Лугано» (6 титул).

## Регламент
За регламентом чемпіонат проходив у два етапи, на першому етапі команди грали в чотири кола. На другому етапі вісімка найкращих клубів в плей-оф розіграли звання чемпіону Швейцарії.

## Кваліфікація

### Підсумкова таблиця
| М   | Команда               | І  | Пер | Н  | Пор | Шайби     | О  |
| --- | --------------------- | -- | --- | -- | --- | --------- | -- |
| 1.  | ЦСК Лайонс            | 44 | 25  | 8  | 11  | 154 : 104 | 58 |
| 2.  | «Давос»               | 44 | 26  | 5  | 13  | 153 : 99  | 57 |
| 3.  | СК «Берн»             | 44 | 22  | 8  | 14  | 139 : 108 | 52 |
| 4.  | ХК «Лугано»           | 44 | 24  | 4  | 16  | 159 : 129 | 52 |
| 5.  | «Клотен Флаєрс»       | 44 | 24  | 3  | 17  | 145 : 125 | 51 |
| 6.  | «Серветт-Женева»      | 44 | 19  | 10 | 15  | 110 : 107 | 48 |
| 7.  | ХК «Амбрі-Піотта»     | 44 | 15  | 10 | 19  | 102 : 124 | 40 |
| 8.  | СК «Рапперсвіль-Йона» | 44 | 15  | 7  | 22  | 122 : 139 | 37 |
| 9.  | ХК «Фрібур-Готтерон»  | 44 | 16  | 5  | 23  | 118 : 165 | 37 |
| 10. | «Цуг»                 | 44 | 14  | 5  | 25  | 110 : 142 | 33 |
| 11. | Лангнау Тайгерс       | 44 | 12  | 8  | 24  | 115 : 147 | 32 |
| 12. | ХК «Лозанна»          | 44 | 13  | 5  | 26  | 102 : 140 | 31 |

### Найкращі бомбардири (кваліфікація)
| М   | Гравець           | Клуб              | Г  | П  | О  |
| --- | ----------------- | ----------------- | -- | -- | -- |
| 1.  | Петтері Нуммелін  | «Лугано»          | 18 | 39 | 56 |
| 2.  | Кристіан Дюбе     | СК «Берн»         | 15 | 36 | 51 |
| 3.  | Себастьян Бордело | СК «Берн»         | 21 | 27 | 48 |
| 4.  | Ярослав Глінка    | «Клотен Флаєрс»   | 18 | 30 | 48 |
| 5.  | Кіммо Рінтанен    | «Клотен Флаєрс»   | 17 | 31 | 48 |
| 6.  | Тод Елік          | «Лангнау Тайгерс» | 13 | 35 | 48 |
| 7.  | Кристіан Матте    | ЦСК Лайонс        | 22 | 25 | 47 |
| 8.  | Дерек Планте      | ЦСК Лайонс        | 22 | 24 | 46 |
| 9.  | Кріс Тансілл      | «Цуг»             | 22 | 22 | 44 |
| 10. | Адріан Віхзер     | «Лугано»          | 26 | 17 | 43 |

## Плей-оф

### Чвертьфінали
- ЦСК Лайонс — СК «Рапперсвіль-Йона» 4:3 (4:1, 2:0, 1:3, 2:4, 1:3, 3:2, 2:0)
- «Давос» — ХК «Амбрі-Піотта» 4:0 (4:1, 5:1, 3:0, 3:2)
- СК «Берн» — «Серветт-Женева» 4:2 (7:0, 5:2, 1:2 ОТ, 2:3, 1:0, 5:1)
- ХК «Лугано» — Клотен Флаєрс 4:1 (4:1, 3:4 ОТ, 4:3, 3:2, 6:1)

### Півфінали
- ХК «Лугано» — ЦСК Лайонс 4:1 (3:1, 5:3, 1:3, 3:2, 3:1)
- «Давос» — СК «Берн» 4:3 (5:1, 3:2 Б., 2:3, 2:4, 5:1, 0:3, 3:0)

### Фінал
- ХК «Лугано» — «Давос» 4:2 (2:3, 2:3, 5:3, 4:3, 3:0, 4:0)

### Найкращі бомбардири (плей-оф)
| М   | Гравець          | Клуб      | Г  | П  | О  |
| --- | ---------------- | --------- | -- | -- | -- |
| 1.  | Брендон Конвері  | «Лугано»  | 5  | 14 | 19 |
| 2.  | Майк Манелюк     | «Лугано»  | 11 | 6  | 17 |
| 3.  | Андре Ротелі     | «Лугано»  | 6  | 6  | 12 |
| 4.  | Кристіан Дюбе    | СК «Берн» | 4  | 8  | 12 |
| 5.  | Рето вон Аркс    | «Давос»   | 4  | 8  | 12 |
| 6.  | Кевін Міллер     | «Давос»   | 8  | 3  | 11 |
| 7.  | Режіс Фукс       | «Лугано»  | 6  | 5  | 11 |
| 8.  | Ів Саро          | СК «Берн» | 4  | 6  | 10 |
| 9.  | Йозеф Марга      | «Давос»   | 4  | 6  | 10 |
| 10. | Петтері Нуммелін | «Лугано»  | 3  | 7  | 10 |

## Плей-оф (втішний раунд)
Через скандал, пов'язаний через участь дискваліфікованого гравця в матчі ХК «Фрібур-Готтерон» позбавлений участі в стадії плей-оф, що виборювали звання чемпіона Швейцарії. Через цю подію «Лангнау Тайгерс» відмовився від участі в плей-оф втішного раунду для аутсайдерів, згодом Швейцарський хокейний союз скасував ці матчі.